# Gerardo di Rossiglione
Gerardo di Rossiglione o di Vienne o di Parigi (prima metà del secolo IX – 4 febbraio (o marzo) 874) fu prima conte di Parigi, tra l'816 e l'840, poi conte di Vienne, dall'850 circa alla sua morte.

## Origine
Secondo la Vita Hludowici Imperatoris era figlio primogenito del conte di Fezensac poi conte di Parigi, Liutardo (?- dopo l'812), che era uno dei conti guasconi di Ludovico il Pio, re d'Aquitania e di Grimilde. Questa discendenza è confermata nel testamento di Gerardo. Gerardo è fratello di Adalardo, il primo marchese di Neustria contro i Vikinghi. La sua stirpe dei conti di Parigi fu così potente da poter scegliere, nel trattato di Verdun dell'843, in quale regno in cui dominare (il fratello ad esempio scelse la Provenza).

## Biografia
Gerardo aveva sposato Berta (? - 6 novembre 877) la figlia terzogenita del conte di Tours, Ugo e della moglie Ava o Bava, come risulta dal testamento di Gerardo di Rossiglione. La sorella primogenita di Berta era Ermengarda di Tours, che aveva sposato il figlio primogenito dell'imperatore Ludovico il Pio, Lotario, che nell'840 divenne imperatore.
Secondo la storica francese medievalista Régine Le Jan, Gerardo divenne conte di Parigi dopo la morte del padre e tenne tale carica sino all'840 circa, in quanto fu alleato del cognato, l'imperatore, Lotario I, contro Carlo il Calvo che gli revocò la carica.
Nell'842 viene citato in un documento dell'imperatore, Lotario I, nell'852, viene citato in un altro documento sempre di Lotario I e, nell'853, viene citato in un documento dal re dei Franchi occidentali, Carlo il Calvo che lo nomina tra i missi dominici
In questo periodo venne creata per Gerardo la contea di Vienne.
Nell'855, alla morte dell'imperatore, Lotario I, il regno di Lotaringia venne diviso tra i tre figli di Lotario, e al terzogenito, Carlo, toccò la Provenza, Lione e la Borgogna Transgiurana, col titolo di Re di Provenza. Carlo era ancora un bambino e, secondo gli Annales Bertiniani era anche epilettico, per cui i suoi fratelli maggiori, Ludovico (o Luigi) II e Lotario II, a Orbe, cercarono di convincerlo a rinunciare al regno che il padre gli aveva destinato, e a farsi tonsurare ma i nobili provenzali si ribellarono a tale proposta (secondo gli Annales Bertiniani la mancanza di accordo tra i fratelli maggiori) e Carlo mantenne il trono, sotto la reggenza del conte di Vienne, Gerardo.
Nell'856, Carlo di Provenza fece una donazione alla chiesa di Villeurbane, su richiesta del reggente, Gerardo.
Dopo la morte (863) di Carlo di Provenza, Gerardo divenne un sostenitore del re dei Franchi occidentali, Carlo il Calvo, infatti in un documento datato 6 gennaio 868, Carlo il Calvo conferma la fondazione di un monastero, nella zona di Autun, da parte del conte Gerardo, definito carissimo e amatissimo, e di sua moglie Berta.
La conferma della fondazione del monastero si trova anche in una lettera di papa Giovanni VIII.
Secondo gli Ex Diversis Chronicis, Gerardo sarebbe morto presso Avignone nell'847, ma molto probabilmente si tratta di un errore, in quanto secondo il Chronico Vezeliacensi libro I, p. 394 (non consultato) morì nell'874.
Gerardo fu inumato ad Aignone.

## Discendenza
Dalla moglie Berta, Gerardo ebbe una figlia:
- Eva (?-?) come risulta dal testamento di Gerardo di Rossiglione[6].

## Ascendenza
|                        |   |         | Genitori |  |  | Nonni            |  |  | Bisnonni            |  |
|                        |   |         |          |  |  | Begone di Tolosa |  |  | Gerardo I di Parigi |  |
|                        |   |         |          |  |  | Begone di Tolosa |  |  | Gerardo I di Parigi |  |
|                        |   | Rotrude |          |  |  | Begone di Tolosa |  |  |                     |  |
| Leotardo II di Parigi  |   |         |          |  |  | Begone di Tolosa |  |  |                     |  |
|                        |   | Alpais  | …        |  |  |                  |  |  |                     |  |
|                        |   | Alpais  | …        |  |  |                  |  |  |                     |  |
|                        |   | Alpais  | …        |  |  |                  |  |  |                     |  |
| Gerardo di Rossiglione |   | Alpais  |          |  |  |                  |  |  |                     |  |
|                        | … | …       |          |  |  |                  |  |  |                     |  |
|                        | … | …       |          |  |  |                  |  |  |                     |  |
|                        | … | …       |          |  |  |                  |  |  |                     |  |
| Grimilde               | … |         |          |  |  |                  |  |  |                     |  |
|                        |   | …       | …        |  |  |                  |  |  |                     |  |
|                        |   | …       | …        |  |  |                  |  |  |                     |  |
|                        |   | …       | …        |  |  |                  |  |  |                     |  |
|                        |   | …       |          |  |  |                  |  |  |                     |  |

### Fonti primarie
- (LA)  Rerum Gallicarum et Francicarum Scriptores, tomus XII.
- (LA)  Monumenta Germaniae Historica, tomus II.
- (LA) Monumenta Germaniae Historica, Diplomatum Karolinorum, tomus III, su dmgh.de. URL consultato il 22 novembre 2021 (archiviato dall'url originale il 12 aprile 2013).
- (LA)  Monumenta Germaniae Historica, Legum, tomus I.
- (LA)  Annales Bertiniani.
- (LA)  Rerum Gallicarum et Francicarum Scriptores, tomus VIII.
- (LA)  Rerum Gallicarum et Francicarum Scriptores, tomus VII.
- (LA) Monumenta Germanica historica, Epistolarum, tomus VII, su dmgh.de. URL consultato il 22 novembre 2021 (archiviato dall'url originale il 12 aprile 2013).

### Letteratura storiografica
- René Poupardin, I regni carolingi (840-918), in Storia del mondo medievale, vol. II, 1979, pp. 583–635
- Allen Mayer, I vichinghi, in Storia del mondo medievale, vol. II, 1979, pp. 734–769
- (FR) Régine Le Jan, Famille et pouvoir dans le monde franc: VIIe-Xe siècle [archive], volume 33, Publications de la Sorbonne, 1995, pagg. 255 e 256, su books.google.fr.